# Theodor Rehbock

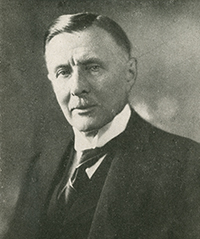
Theodor Christoph Heinrich Rehbock

Theodor Rehbock (* 12. April 1864 in Amsterdam; † 17. August 1950 in Baden-Baden) war ein deutscher Wasserbauingenieur und Hochschullehrer an der Technischen Hochschule Karlsruhe.

## Familie
Seine Eltern waren der Übersee-Kaufmann Alexander Rehbock (1829–1914), der aus beruflichen Gründen von Frankfurt am Main nach Amsterdam gezogen war, und dessen Ehefrau Emma Katharina Rehbock geb. Schöffer (1842–1930), eine Tochter des Kaufmanns Conrad Heinrich Schöffer. Theodor Rehbock heiratete 1901 Margarete Küster. Das Paar hatte vier Söhne und eine Tochter.

## Leben
Rehbock studierte Bauingenieurwesen an der Technischen Hochschule München und an der Technischen Hochschule (Berlin-)Charlottenburg, während der Zeit in Berlin wurde er Mitglied im Akademischen Verein Motiv.
1892 ging er nach dem bestandenen ersten Staatsexamen als Regierungsbauführer (Referendar in der öffentlichen Bauverwaltung) nach Bremen, wo er bereits mit dem konstruktiven Entwurf für den Neubau der Großen Weserbrücke hervortrat. 1894 legte er das zweite Staatsexamen ab und arbeitete anschließend als Regierungsbaumeister (Assessor in der öffentlichen Bauverwaltung) beim Bau des Reichstagsgebäudes in Berlin. Bald machte er sich dort als beratender Ingenieur selbständig. Rehbock machte in vielen Ländern Untersuchungen zur Wasserversorgung und zur technischen Nutzung des Wassers.
1899 wurde er als Professor für Wasserbau an die Technische Hochschule Karlsruhe berufen. Er erbaute das dortige Flussbau-Laboratorium und leitete es bis 1934. Die meisten großen Flussbauprojekte in Deutschland und viele andere Wasserbauprojekte in der ganzen Welt wurden hier untersucht, so zum Beispiel der Abschlussdeich in den Niederlanden. Auf ihn geht ebenso das Konzept zum Ausbau der Murg in Baden mit Wasserkraftanlagen zurück. Das Laboratorium heißt seit 1939 „Theodor-Rehbock-Laboratorium“. Auch die Theodor-Rehbock-Straße in Karlsruhe ist seit 1955 nach ihm benannt.
Im Jahr 1944 erhielt er die Goethe-Medaille für Kunst und Wissenschaft.